# غاز (فلم 2004)
غاز هو فيلم كوميدي ودرامي أُنتِج في عام 2004، وأخرجه هنري تشان. الفيلم من بطولة فليكس ألكسندر وخليل كين.

## الحبكة
يعود دامون (ألكساندر) إلى لوس أنجلوس لحضور جنازة والده، وسرعان ما يعلم أنه مضطر للعمل مع شقيقه موكي (كين) -تاجر مخدرات سابق كان قد كلف ديمون سابقًا منحة جامعية- لإبقاء محطة وقود العائلة طويلة الأمد في العمل لمدة عام على الأقل حتى يقدر على المطالبة بنصيبه من ميراث العائلة. ونظرًا لكون الشقيقين يتجهان مرارًا وتكرارًا إلى الأمور الكبيرة والصغيرة على حد سواء، سرعان ما يدركون أن الأمر يتطلب أكثر من المال لتوحيد الأسرة.

## طاقم العمل
- فليكس الكسندر: داميان
- خليل كين: موكي
- آرت إيفانز: ويل
- برنت جينينغز: السيد جاريسون
- كلايد كوساتسو: السيد سانغ
- جينا رافيرا: القس شيلا
- انجيلو بروكس: اغناطيوس
- جينيفر باي: جي
- جيسيكا لوغو: ماريا
- جو ماري بايتون نوبل: لوريتا
- كيلي بيرين: إد
- ليل ماكسو: ليل ماكس
- مايك البطايح: هيكتور
- ستيكى فينجاز: كريج
- تايسون بيكفورد: كارل

## روابط خارجية
- Gas على موقع أول موفي.
- Gas at IMDb